# سارا بیتمن
سارا بیتمن (به انگلیسی: Sarah Bateman) (زادهٔ ۱۵ ژوئن ۱۹۹۰) شناگر اهل ایسلند است.